# Radio Taíno
Radio Taíno es una emisora de radio cubana en idioma español.
La estación de Radio Taíno, la radio de turismo de Cuba, transmite las 24 horas del día desde el Centro de Radio de La Habana.

## Historia y detalles
. El 3 de noviembre de 1985 marca el inicio de sus transmisiones. Desde su fundación, el proyecto de  programación estuvo basado en lo mejor de la cultura cubana, en sentido general, con énfasis particular en la música, que debía responder a las obras creadas y difundidas en las décadas de los años 50 y 60 del siglo XX. 
De forma integral la programación debía poseer un profundo carácter nacional, a la vez que brindara una imagen de identidad latinoamericana y caribeña. El segmento meta, en un inicio, era el visitante extranjero, que arribaba al país en calidad de turista, misiones diplomáticas, negocios y técnicos extranjeros que se habían desconectado del país en 1950 y volvían 30 años después con una referencia anclada en esos años. Por eso la comunicación debía hacerles recordar o cuando menos servir de referencia a esa etapa de la cultura, conocida sobre todo en Latinoamérica.
En l994 se decide convertir la programación en un modelo más moderno, contemporáneo y se concluye que en correspondencia con el carácter de servicio al turismo, personal paraturístico y hombres de negocios, siempre estuviera presente en la  emisora la información en todos sus géneros y categorías, con una política editorial sui géneris, que garantizara la más amplia cobertura y tratamiento de los temas referidos al turismo, el sector empresarial, la cultura, la ciencia, las construcciones, la salud y la solidaridad. Por ello se prioriza la temática cubana y la proveniente de los principales países emisores de turismo hacia Cuba. 

Es una emisora de alcance nacional que transmite las 24 horas del día a través de la banda de la Frecuencia Modulada. Es una unidad subordinada  al Sistema de la Radio Cubana. A partir de 1994 la Emisora comenzó a transmitir publicidad comercial, insertando las cuñas en los programas habituales durante 18 horas, y a partir de entonces constituiría la única emisora en Cuba dedicada a la comercialización de espacios para la inserción de la publicidad. Consecuentemente con ello se le ha encomendado el control y regulación de toda la comercialización que se realice en cualquier unidad del sistema nacional de radiodifusión.
Radio Taino ha mantenido como valor fundamental la defensa de la identidad nacional y la elaboración de un producto comunicativo de excelencia, tanto en su  contenido como en la factura de cada uno de sus programas, incluyendo en ello la calidad de su difusión musical y de la publicidad.
Requisito indispensable a tener en cuenta es el estilo coloquial en la locución, el respeto y la sencillez de los textos, no dar espacio a lo banal ni a lo vulgar y chabacano, siempre proponer dejar un aliento de optimismo en el oyente y una invitación a la reflexión y la ilustración del pensamiento. 
La programación posee un profundo carácter nacional, a la vez que brinda una imagen de nuestra identidad latinoamericana y caribeña. La programación se distingue por la su estructuración de forma moderna contando con programas especializados y revistas en vivo. 
Las informaciones que transmite la emisora abarcan todos los géneros y categorías, con una política editorial sui géneris, un grado de elaboración y procesamiento de la información muy detallada, discurso muy peculiar, suave, afectivo, garantizando la más adecuada cobertura y tratamiento de los diferentes temas.
El fenómeno informativo en Radio Taíno no se manifiesta por la “noticia en si”, sino por la trascendencia y nivel de análisis que se hace de la  misma, apoyándose en los elementos sonoros y cuidando la limpieza de sonido y la locución, lenguaje armónico, tono medio, descriptivo, reflexivo y directo.
El diseño musical se basa en el balance y calidad en la selección de los temas con un objetivo marcado en la difusión y promoción de lo más notable, autóctono y popular de nuestra identidad nacional. Por tanto, existe una elevada presencia de la música cubana, aunque también se difunde música  latinoamericana, caribeña y anglosajona. 
La locución busca su diferenciación y liderazgo. Como premisa, la autenticidad, que fluya la información a partir del lenguaje coloquial y directo y la cadencia suave. Nuestros mensajes publicitarios refuerzan los elementos de cubanía; informan, ilustran, sugieren e estimulan, sin renunciar nunca a la excelencia del lenguaje y a los códigos de la emisora. Se exige que la música de estos sea de temas e intérpretes cubanos.
Constantemente se buscan formas novedosas de relación oyente-emisora, a través de concursos, preguntas, análisis de correspondencia u otras variantes que perfeccionan sistemáticamente la relación con el destinatario.
La emisora ha sido pionera en la introducción de las tecnologías digitales; fue la primera en aplicar la digitalización en la programación; constantemente busca métodos y alternativas que contribuyan a perfeccionar la calidad de la programación; cuenta con una página web en Internet donde se puede escuchar la programación en sonido real (las 24 horas) y algunos programas que se pueden solicitar a demanda.

Lo que más gusta de la emisora en sentido general es la música que transmite, el estilo propio de locución, la variedad de la programación, el dinamismo, la agilidad y fluidez de la misma y el estilo o distinción propia de la emisora.
Los programas de mayor audiencia a nivel nacional, según los últimos estudios son los siguientes:
-	El Exitazo
-	Cuba Esta Noche
-	A Buena Hora
-	De Mañana
-	Temprano
-	Éxitos y Leyendas
-	Estar Contigo
-	Hablando de Cuba
-	Esta es Mi Música
-	Con Entera Confianza
-	Con Acento Cubano

## Programas

### De Mañana
Considerado el único magazin de la radio cubana, este programa además de presentar música y entrevistar a especialistas que abordan diferentes facetas de la vida, también se caracteriza por poseer gran variedad temática que incluye temas de cocina, salud, belleza, historia, calidad de vida, a través también de códigos muy directos de comunicación.
Su transmisión tiene cupo de lunes a viernes, desde las 9:30 hasta las 11:00 a. m. y actualmente es presentado por el locutor Alain Amador Pardo.

### Hablando de Cuba
Este programa salió al aire por primera vez el 3 de noviembre de 1985, justo el día de la primera transmisión de Radio Taíno.
El programa, conducido por los también actores Obelia Blanco y Alden Knight, desarrolla diversas temáticas relacionadas con la historia, la cultura y el costumbrismo cubanos.
Con un estilo de comunicación llano ambos actores llevan el hilo conductor alternando los textos. El tono coloquial y las pausas intencionadas tipifican el decir del espacio. El montaje favorece el uso de diversos recursos expresivos del medio, como son los ambientes sonoros y el silencio.
Las cualidades actorales de ambos conductores ofrecen la posibilidad de disfrutar de pasajes entrañables con la presencia sonora de disímiles personajes. Ejemplo: los literarios Cecilia Valdés y Mario Conde, los históricos Condesa de Merlín y Don Luis de las Casas, o celebridades como Rita Montaner y Kid Chocolate.
El pentagrama nacional se presenta como parte complementaria del tema central. La música es utilizada tanto de forma incidental como radiada en piezas completas. Muchas veces es la música quien lleva el hilo conductor, al tratarse como eje la historia de composiciones o la vida de un intérprete afamado.
En “Hablando de Cuba” se transmiten esencias culturales y se desempolvan relatos. Se hace culto a la oralidad con la recreación de leyendas ancestrales. Se defiende la historia con la reproducción cuidadosa del hecho.
Con una duración de veintisiete minutos, este programa se transmite de lunes a sábado a las 9:00 a. m.

### A Buena Hora
Este programa surgió como un proyecto sencillo, pero con el paso del tiempo se convirtió en un  espacio cultural de mayor envergadura con distintas variantes de presentación. El programa posee actualmente secciones de entrevistas, opiniones, música y charlas sobre los diversos ámbitos del quehacer artístico nacional.
"A Buena Hora" se convierte, además, en la voz del Festival Internacional de Cine de La Habana cada año, y transmite desde el Hotel Nacional de Cuba. Asimismo, realiza programas desde la Feria Internacional del Libro de La Habana y cubre otros eventos de índole cultural.

### S.O.S Planeta
Este espacio radial fue creado en 1994 por el realizador Ernesto Daranas. El programa fue propuesto como un espacio de divulgación científica y ecología, interesado en el diálogo de la Ciencia con todas las esferas del pensamiento humano, haciendo énfasis en los enigmas y curiosidades de la Historia. Desde entonces, Daranas escribe los libretos del programa bajo la dirección de Raisa Fernández, quien también es editora y productora musical de este espacio.
De igual manera en "S.O.S. Planeta" se ofrecen informaciones relacionadas con la pandemia de COVID-19.
La locución a dos voces, femenina y masculina, ha caracterizado la forma de comunicar temas de ciencia. Por sus micrófonos marcaron el paso actores como Teresita Rúa y José Antonio Rodríguez; para después entregar la obra a otros profesionales de la locución como Yasmín Gómez, Tony Arroyo, Valia Valdés, Ulises González, Marino Luzardo y Violeta Ramos. Actualmente Idalmis Velazco y Mauricio Lomonte son los presentadores del programa.
"S.O.S Planeta" se transmite de lunes a viernes desde las 4:00 p. m. a 4:30 p. m.

### Con Acento Cubano
Este programa se sustenta en preguntas de participación. El destinatario participa por teléfono, correo electrónico o la red social Facebook.
El espacio es conducido por Yisell Fundora, dirigido por Leonel Bacallao y patrocinado por Habana Club, el ron de Cuba.
El horario de transmisión es de lunes a viernes de 8:00 a. m. a 8:57 p. m.

### Oasis de Domingo
Este programa posee un esquema que incluye diversas temáticas de la vida, como el empleo de la técnica china del Feng Shui, para mejorar la energía vital en casas y aprender a vivir mejor. Esta sección la realiza un psicólogo y está enfocada en el crecimiento personal y espiritual de las personas.
Dentro de este programa también está la sección llamada Entre la ciencia y la ficción, enfocada a cuestiones que están a medio camino entre la ciencia y la ficción. El espacio posee también la sección Sexualmente hablando, que es la parte del programa que (conducido por una periodista), maneja con gran naturalidad todo el tema de la sexualidad humana.
"Oasis de domingo" ha tratado en diversos momentos otras cuestiones relacionadas con la nutrición, la presencia africana en Cuba, o la numerología.
El programa, que es presentado por Jorge Luis Sopo y cuenta con la dirección de Bienvenido Rojas Silva, se transmite los domingos de 8:00 a. m. a 10:00 a. m.

### Éxitos y leyendas
Este es un programa que aborda temas musicales. Tiene una locución en idioma español y algunos momentos e inglés.
El programa expone la música que fue y es distinguida en cualquier región del mundo.
Respecto a los éxitos musicales que en el programa se transmiten, no se da a entender si dicho "éxito" se refiere a la misma "leyenda" o a la actualidad. No obstante, conecta fácilmente con etapas de vidas. El programa evidencia también la evolución de las composiciones musicales y la música en general.
El programa se trasmite de 7:00 a 8:00 p. m. (hora de Cuba).

### Acompáñame
Este programa salió al aire por primera vez el 10 de julio de 2011, en los domingos entre las 10:00 a. m. y 12:00 p. m.
El programa surgió como una idea exclusiva para el verano de ese año, en sustitución del espacio Subiendo la parada, pero a partir de la aceptación del público y lo novedoso de sus propuestas la dirección de la emisora decidió mantenerlo en la parrilla habitual.
Entre las secciones que posee este programa está la diseñada para la participación de los oyentes, un Concurso que abarca todas las esferas de la cultura y la sociedad y que propicia la interacción por vía telefónica, digital y postal, además de que ofrece posibilidades de mayor conocimiento, en lo que  está centrado el propósito educativo de este espacio donde siempre se aprende de importantes personalidades del arte cubano y universal,  lugares, piezas musicales y otros temas de interés.
Otras secciones con son La casa de Tomasa, dirigida al público infantil y realizado por los niños del taller de locución de la propia emisora, las Carteleras de cine, música y de teatro, el Hit parade de la nostalgia, en la que se radian temas musicales de preferencia para personas de edad avanzada.
Conozca Cuba, es otra de las secciones, en ella se ofrecen informaciones sobre costumbres, lugares, personalidades y elementos que identifican las diferentes regiones del país, y El perfil que  se dedica a un intérprete cubano y extranjero, y en la que se ofrecen informaciones sobre Calendario Cultural, escaño que recrea efemérides culturales del mundo y teniendo en cuenta todas las manifestaciones del arte.
La selección musical se realiza a partir de un minucioso trabajo de investigación de las listas de preferencias, con mayor hincapié en los temas de actualidad y dándole preponderancia a los temas e intérpretes que solicitan los oyentes.
Este programa cuenta con la dirección de Joaquín Quitero y es presentado por Daniel Villasana.

### Quédate con Taíno
Esta revista surgió como parte de un reajuste de las propuestas de Radio Taíno para mantener informada a la población ante la propagación de la pandemia de COVID-19.
El programa es una propuesta musical, pero que incluye actualizaciones de cultura, ciencia, bienestar, así como la información actualizada de COVID-19 ofrecida cada mañana por el Ministerio de Salud Pública de Cuba.
Está revista apuesta por la música cubana e internacional y también resulta en el espacio idóneo para escuchar una segunda vez entrevistas a personalidades, además de informaciones relacionadas con los tiempos actuales.
El programa cuenta con la locución de Anyer Martín Venegas y es transmitido de lunes a sábado, entre 9:30 a. m. a la 1:00 p. m.

### Revista Taíno
Este espacio es un programa de participación social, en el cual casi siempre se anuncia un acertijo de agilidad mental, con una dosis de humor acompañada de temas musicales que mantienen en sintonía a la comunidad de seguidores hasta el final del programa.
Otra de las características de ese programa es la selección del artista de la semana, que se da a conocer los viernes, de acuerdo con la cantidad de solicitudes del público. Como resultado, se escuchan tres canciones del músico más demandado por los oyentes.
Este programa se transmite de lunes a viernes, de 2:00 a 4:00 p. m. y el cuenta con la locución del presentador de radio y televisión Frank Abel Gómez.